# Lachlan Tame
Lachlan Tame (Gosford, 14 de noviembre de 1988) es un deportista australiano que compite en piragüismo en la modalidad de aguas tranquilas.
Participó en dos Juegos Olímpicos de Verano, obteniendo una medalla de bronce en Río de Janeiro 2016, en la prueba de K2 1000 m, y el sexto lugar en Tokio 2020, en el K4 500 m. Ganó tres medallas en el Campeonato Mundial de Piragüismo, en los años 2014 y 2015.

## Palmarés internacional
| Juegos Olímpicos   | Juegos Olímpicos        | Juegos Olímpicos  | Juegos Olímpicos |
| Año                | Lugar                   | Medalla           | Competición      |
| ------------------ | ----------------------- | ----------------- | ---------------- |
| 2016               | Río de Janeiro (Brasil) | Medalla de bronce | K2 1000 m        |
| Campeonato Mundial |                         |                   |                  |
| Año                | Lugar                   | Medalla           | Competición      |
| 2014               | Moscú (Rusia)           | Medalla de plata  | K2 1000 m        |
| 2015               | Milán (Italia)          | Medalla de oro    | K2 500 m         |
| 2015               | Milán (Italia)          | Medalla de plata  | K2 1000 m        |